# Sík Sándor
Sík Sándor (Budapest, 1889. január 20. – Budapest, 1963. szeptember 28.) piarista tanár, tartományfőnök, költő, író, műfordító, irodalomtörténész, egyházi író, cserkészvezető, a Magyar Tudományos Akadémia levelező tagja (1946–49), Kossuth-díjas (1948), a 20. század jelentős magyar lírikusa. Kutatási területe a barokk korszak irodalma, az újabb irodalom, az esztétika és a verstan volt.
Testvéröccse Sík Endre diplomata, külügyminiszter, történész, író, jogász, Afrika-kutató volt.

## Élete
Apja Sík Sándor ügyvéd, anyja Winternitz Flóra, akik a zsidó vallásból még gyermekeik születése előtt kitértek. Apja korai halála után anyja nevelte négy kisebb testvérével együtt. A család Gödöllőn lakott, ott végezte az elemi iskolákat és onnan járt be a budapesti Piarista Gimnáziumba. Itt öt osztályt végzett, majd 14 éves korában, 1903-ban a piarista rendbe lépett. A Vácott töltött novíciusév után a 7. és 8. gimnáziumi osztályokat rendi studensként Kecskeméten végezte, és ott is érettségizett. Egyetemi tanulmányait a Budapesti Tudományegyetem bölcsészkarán magyar–latin szakos tanárjelöltként végezte. 1910-ben a középiskolai tanári oklevélen kívül doktori fokozatot is szerzett.
Piarista tanári működését az 1910/1911. iskolai évben Vácott kezdte meg, majd a következő évtől a rend budapesti gimnáziumában kapott beosztást. Tanári, költői és irodalomtudósi munkája mellett 1912/1913-tól egyik alapítója és irányadója volt a magyar cserkészmozgalomnak, illetve első parancsnoka a budapesti piarista gimnázium cserkészcsapatának.
1915-ben két hónapig tábori lelkészként szolgált Péterváradon. Budapesten 1929-ig tanított, amikor a Szegedi Egyetemen a II. sz. Magyar Irodalomtörténeti Tanszék nyilvános rendes tanára lett. 
1943. május 2-án ő keresztelte meg Radnóti Miklóst a budapesti Szent István-bazilikában.
Budapestre újra csak 1945-ben költözött, az Országos Köznevelési Tanács ügyvezető alelnökeként. 1946-ban rendjének tartományfőnöki tanácsosa, majd 1947. október 1-jétől magyarországi tartományfőnöke lett. Utolsó éveiben sokat tartózkodott pihenés céljából Mátraszentimrén, majd Klotildligeten. 1963. szeptember 28-án halt meg Budapesten, a Mikszáth Kálmán téri piarista rendházban. Temetése október 4-én volt a Farkasréti temetőben, de ott sírját 1980-ban felszámolták, és hamvait a Kerepesi temető újabb piarista sírboltjába (511/A-512/A) helyezték.

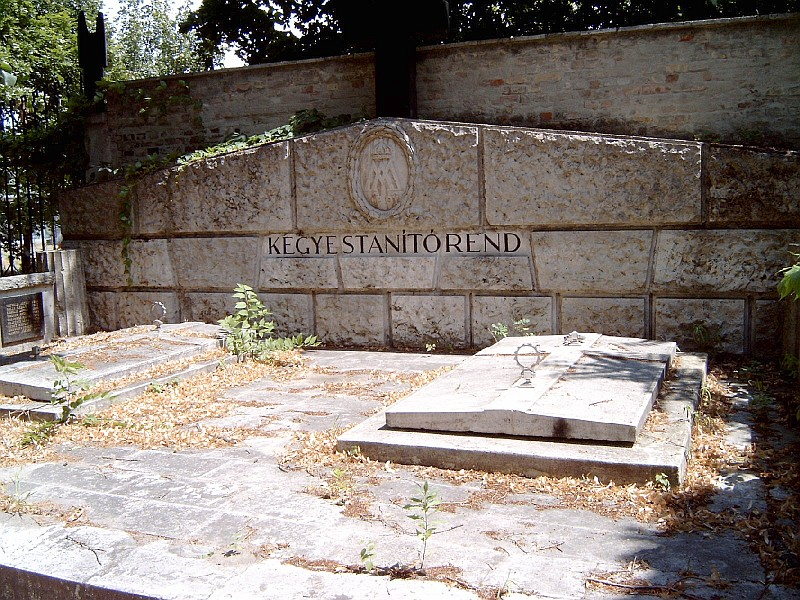
Sík Sándor nyughelye a piarista rendi szerzetesek Kerepesi temetőben lévő sírboltjában

## Munkássága
Fiatalkorától fogva foglalkozott az irodalom szinte minden ágával. Már a gimnáziumban feltűnt költői tehetségével, később írt irodalomtörténeti és esztétikai értekezéseket, kritikákat és színműveket. Szerkesztett imakönyveket, tankönyveket és újságokat, működött mint lelkigyakorlat-vezető és előadó. A cserkészet mellett számos más közéleti és irodalmi társaság életében és irányításában is részt vett. Rendszeresen publikált az Élet és a Vigilia katolikus folyóiratokban (az utóbbinak 1946 után főszerkesztője is volt). 1919-ben a Szent István Akadémiának, 1923-ban pedig a Kisfaludy Társaságnak lett tagja. 1936-ban a Magyar Rádióban tartott hatrészes előadás-sorozatot a magyar szentekről. Főmunkatársa volt az 1931–1939 között kiadott Fiatal Magyarság c. lapnak, amely orgánummal a fiatalság számára akart erkölcsi és hitbeli útmutatást adni. A cserkészetet egyben egy lehetőségnek tartotta arra, hogy az ifjúságot megóvja a két világháború között terjedő szélsőséges eszméktől. Sík Sándor kritizálta korának magyar irredentizmusát és kirakatmagyarságát. „Aki Nagy-Magyarországot akar teremteni, annak nagy magyarnak kell lennie…, ellene kell mondania minden hazugságnak, minden frázisnak és minden pogányságnak.”
A második világháború után reményekkel tekintett a demokratikus átalakulásra. 1946-ban tagja lett a Magyar Tudományos Akadémiának. Ám hamar világossá vált számára, hogy a demokratikus kísérlet nem járhat sikerrel. Elutasította a kiépülő diktatúra egyházellenes oktatáspolitikáját, Ortutay Gyula vallás- és közoktatási miniszternek levélben fogalmazta meg kritikáját a fakultatív hitoktatással kapcsolatban: „De nem tehetem magamévá ezt a programot, mint hívő ember és katolikus pap sem: nem nyugodhatom bele abba, hogy a jövő nemzedék széles rétegei ki legyenek téve annak a lehetőségnek, hogy politikai befolyásolásra Isten ismerete nélkül nőjenek fel.”
1947-ben a piarista rend tartományfőnökének választották, így 1949-ben ő kényszerült a szerzetesrendek feloszlatásakor és a piaristák létszámának csökkentésekor eldönteni, ki folytathatja hivatását szerzetesi közösségben. Ugyanebben az évben – sokakkal együtt – kizárják az MTA-ból. Bár felkérték, hogy csatlakozzon az Állami Egyházügyi Hivatalhoz és az Opus Pacis papi békemozgalomhoz, mindkettőt elutasította.

## Zsidó és magyar identitásáról
Mivel mindkét ágon zsidó származású volt, így az 1939-es második zsidótörvény hatálya alá tartozott, csak ún. „mentesítettként” élte túl a vészkorszakot. Mélyen felháborította, hogy az állam kíván illetéktelenként identitásáról dönteni. Bár származása szerint zsidónak minősült, nem volt zsidó identitása, sokkal inkább magyar azonosságtudattal rendelkezett. Naplójában elmarasztalta a kor egyházi vezetését, hogy szavát nem emelte fel a zsidótörvények ellen. Személyesen vitába bocsátkozott Schütz Antal piarista társával és barátjával nézeteit illetően.
1936-os említett előadássorozatában a következőképpen vallott a magyarságról:
Magyarnak lenni Szent István tanítása szerint erkölcsi fogalom. […] még senkit sem tesz magyarrá az, hogy magyarul beszél. Ez még nagyon kevés. Senkit sem tesz magyarrá még az sem, hogy a vére magyar, sőt még az sem, hogy magyarnak vallja magát: a magyarságot erkölcsi küzdelemmel, Isten-sürgette cselekvésével úgy kell kiküzdenie… Magyarnak lenni: erkölcsi lendület. Magyarnak lenni: hit. Hit a magyarság hivatásában. Hit abban, hogy Isten akar velünk valamit, és hogy a magyarság képes megvalósítani ezt az isteni gondolatot.

## Művei

### Költői művek
- Szembe a Nappal, Bp., 1910
- A belülvalók mécse, Bp., 1912
- Sík Sándor költeményei, Bp., 1916
- Maradék magyarok, Bp., 1920
- Csend, Bp., 1924
- Sarlósboldogasszony, Berlin, 1928
- Fekete kenyér, Bp., 1931
- Magányos virrasztó, Bp., 1936
- Az Isten fiatal!, Bp., 1940

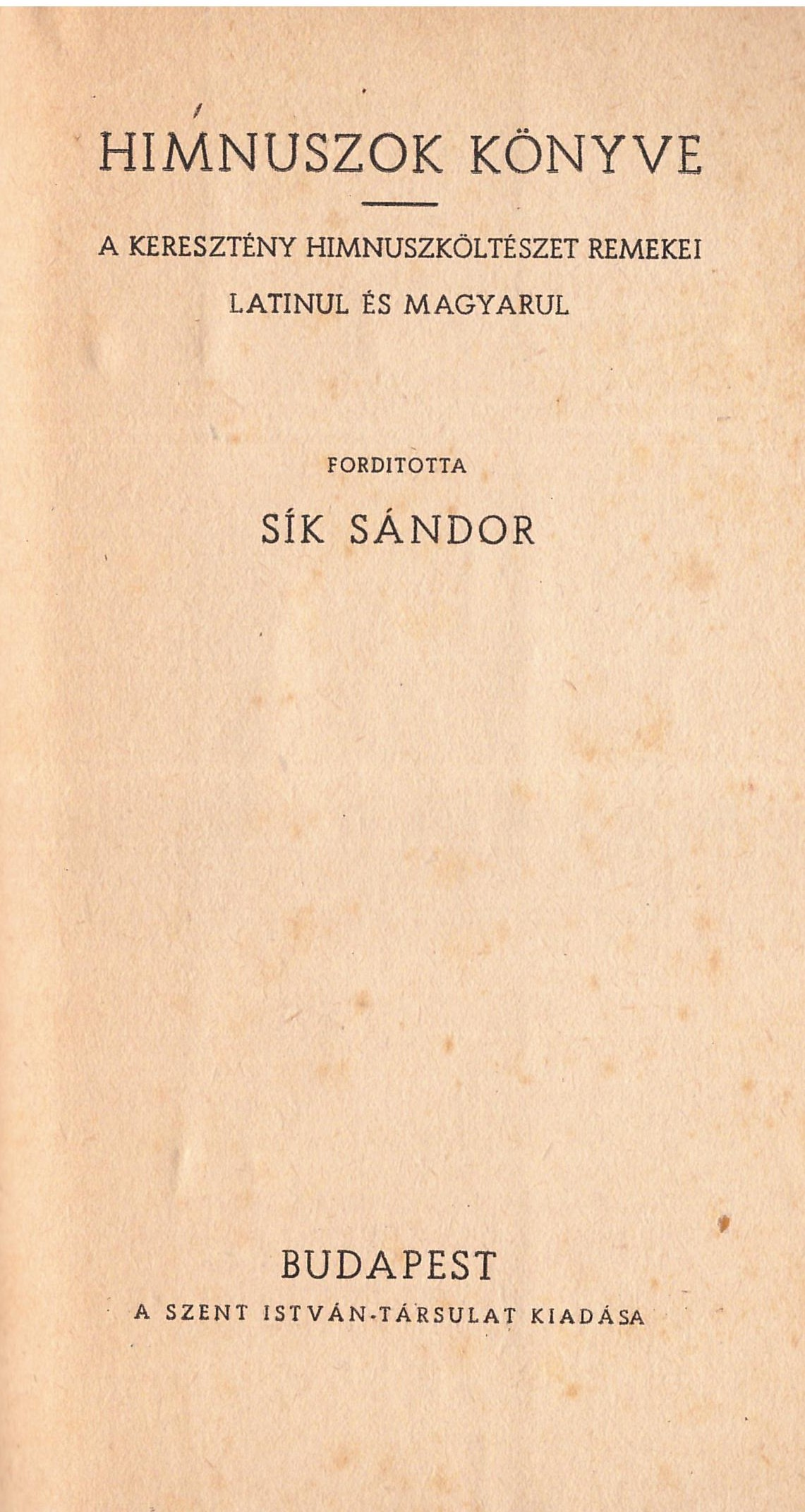
Himnuszok könyve

- Sík Sándor összes versei 1910–1940, Bp., 1941
- Győzöd-e még?, Bp., 1945
- Tizenkétcsillagú korona. Versek a Boldogságos Szűz Máriáról, Bp., 1947
- Őszi fecske, Bp., 1959
- Áldás, Bp., 1963
- Sík Sándor összegyűjtött versei; sajtó alá rend. Jelenits István; Szt. István Társulat, Bp., 1976
- Cserkészversek; Dugonics András Piarista Gimnázium, Szeged, 2009
- Vízözön előtt. Marosfői költemények; vál., bev. Pomogáts Béla; Pallas-Akadémia, Csíkszereda, 2006
- Maradék magyarok; vál., szerk. Hunyadi Csaba Zsolt; Lazi, Szeged, 2017
- Ének minden emberhez. Versek minden napra; összeáll. Nagy Alexandra; Szt. Gellért–Magyar Piarista Rendtartomány, Bp., 2017

### Színművek
Nyomtatásban megjelent színművei.
- Ébredés, Bp., 1916
- Salamon király gyűrűje, Győr, 1916
- Alexius, Bp., 1918
- Zrínyi, Bp., 1923
- A boldog ember inge, Bp., 1930
- István király, Bp., 1934. – Vojnits-jutalommal díjazott mű (1933).
- Advent, Szeged, 1935

### Széppróza
- Hét szép história, Bp., 1921
- Hét szép história; Szt. István Társulat, Bp., 2007

### Lelkiségi és pedagógiai munkák

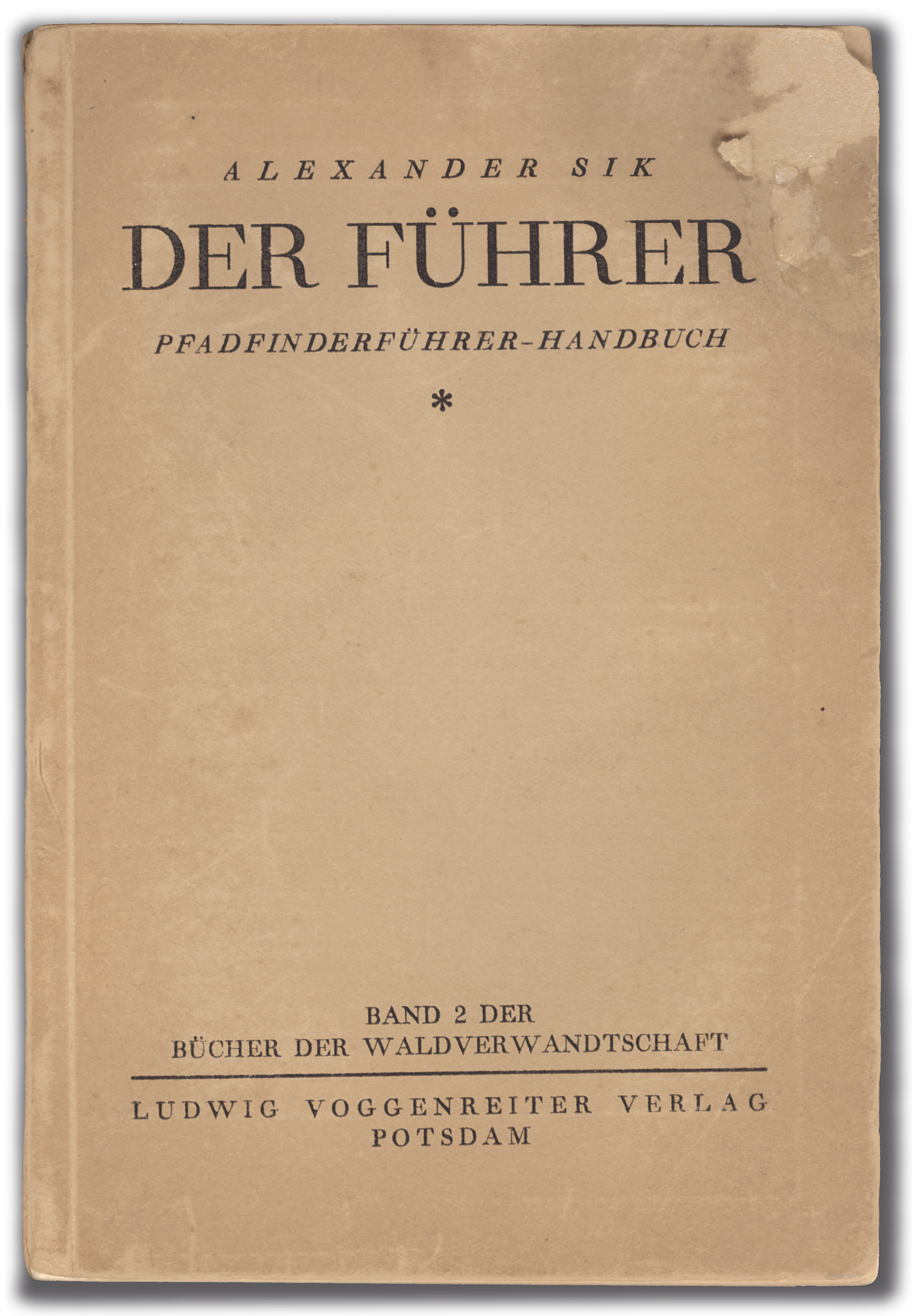
Magyar cserkészvezetők könyve (német fordítás, 1929)

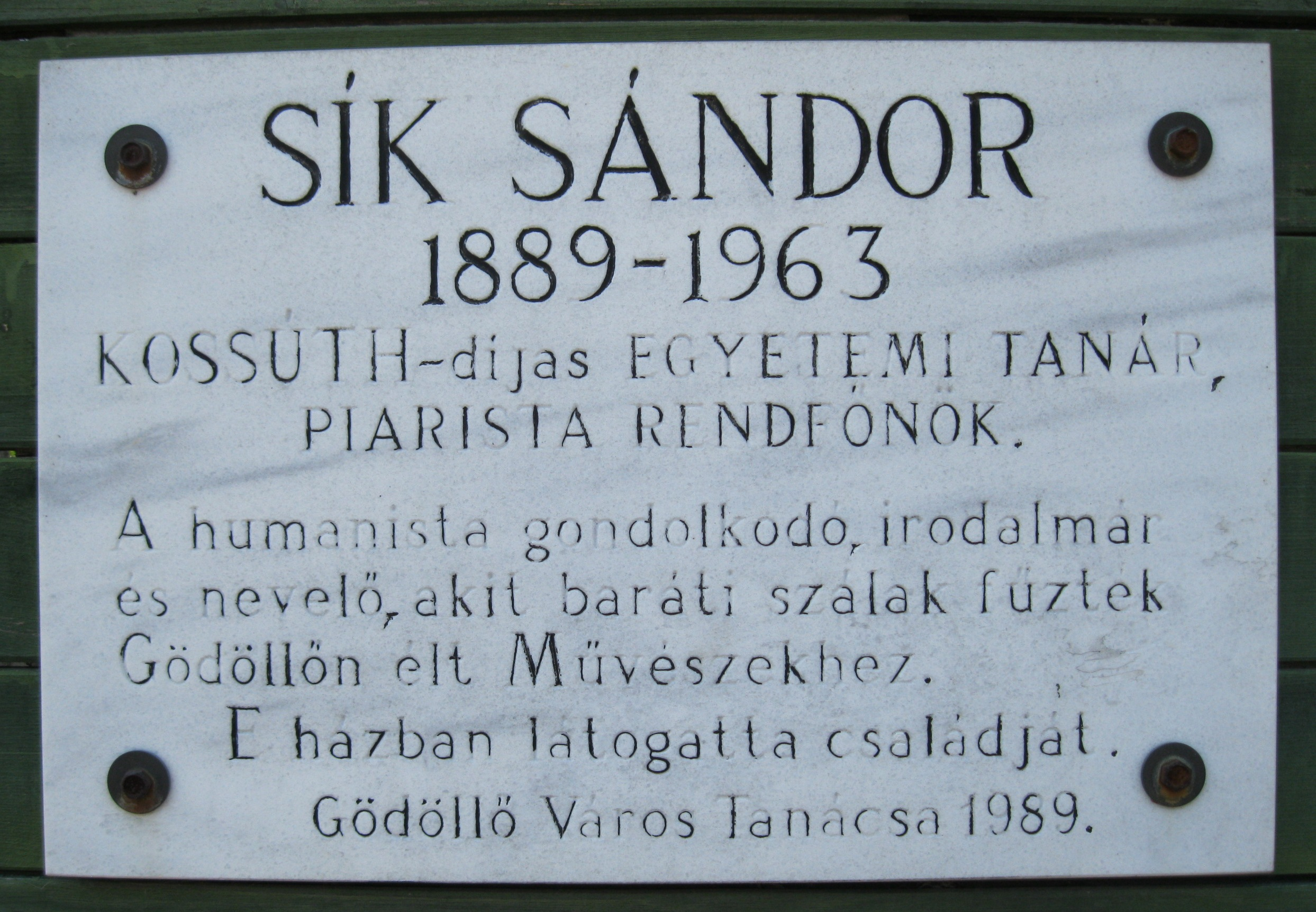
Sík Sándor emléktáblája Gödöllőn